# Leptogenys papuana
Leptogenys papuana é uma espécie de formiga do gênero Leptogenys, pertencente à subfamília Ponerinae.